# 白石 (東秩父村)
白石（しろいし）は、埼玉県秩父郡東秩父村の大字。郵便番号は355-0377（小川郵便局管区）。

## 地理
東秩父村南部に位置する。北で皆谷、北東で御堂、東で比企郡小川町腰越、南東で比企郡ときがわ町大野、西で秩父市定峰・皆野町三沢と隣接する。小字として元槻川・本皆戸・白石・細山が挙げられる。槻川最上流域にあたる山村であり、谷あいに民家が点在する。白石南部の皆野町と東秩父村の村界にあたる定峰峠には2000本の桜並木が植えられ、観光地化が進んでいる。

### 河川
- 槻川 - 都幾川最大の支流。地内を北流する。
- 白石沢 - 槻川の源流。

### 山岳
- 堂平山 - 標高875.8 m。笠山、大霧山と並んで比企三山のひとつ。

## 歴史
縄文時代の住居跡及び平安時代の寺院跡である堂平遺跡、平安時代の寺院跡・シャクデン寺跡が残る。平安時代に成立した玉川領武光荘に属したと言われる。『新編武州文書』によれば戦国時代には鉢形城秩父曲輪の掃除・営繕を命じられたことが天正14年3月13日の北条氏邦書に「拾間　白石」とあり、この「白石」が白石村の在地領主であるとみられている。徳川家康の江戸入城後は、江戸期を通じて江戸幕府の直轄領である天領だった。『武蔵田園簿』によりば村高は22石余、ほかに紙舟役125文。「元禄郷帳」では95石余とされる。『旧高旧領取調帳』では秩父郡代・木村飛騨守支配として95石余が計上されている。
白石村は分水嶺の東側にあるが秩父郡の郡管に属する外秩父十五ヶ村のひとつに数えられている。明治時代に入って1884年（明治17年)には連合戸長役場制により、白石村は皆谷村・坂本村・大内沢村と共に秩父郡坂本村連合戸長役場区域に属した。後の1889年（明治22年）4月1日、町村制施行に伴いこの秩父郡坂本村連合戸長役場区域の4ヶ村は合併して槻川村となり白石村は槻川村の大字白石となった。戦後の1956年（昭和31年）には槻川村が大河原村と合併し東秩父村を新設、東秩父村の大字となった。1947年（昭和22年）のキャサリン台風では大きな被害を受け、またしばしば凍霜害・雹害を受けた。

### 地名の由来
白色の石が多くみられることに由来する。

### 沿革
- 江戸時代 - 江戸幕府の直轄領である天領となる。
- 1868年（明治元年）6月17日  - 岩鼻県に所属、岩鼻県秩父郡白石村となる。
- 1871年（明治4年）10月28日 - 第1次府県統合により岩鼻県が廃止され、群馬県に編入。同年11月14日には入間県に所属、入間県秩父郡白石村となる。
- 1872年（明治5年）10月10日 - 大区小区制の施行により第六大区第八小区に属する
- 1873年（明治6年）6月15日 - 入間県が群馬県と合併し、熊谷県となる。大区小区は南第六大区第八小区に属した。
- 1876年（明治9年）8月21日 - 第2次府県統合により、埼玉県の管轄となる。
- 1878年（明治11年）- 郡区町村編制法により大区小区が廃止され秩父郡に属する。
- 1889年（明治22年）4月1日 - 町村制施行により、秩父郡槻川村の大字白石となる。
- 1956年（昭和31年）8月1日 - 槻川村が大河原村と合併し東秩父村を新設、東秩父村の大字となる。

## 世帯数と人口
2015年（平成27年）10月1日現在の世帯数と人口は以下の通りである。
| 大字 | 世帯数 | 人口  |
| ---- | ------ | ----- |
| 白石 | 32世帯 | 112人 |

## 交通

### 鉄道
地内に鉄道は引かれていない。下記バス路線を使って小川町駅が利用できる。

### バス
- イーグルバス - 東秩父路線。白石車庫が地内に置かれている。

### 道路
- 埼玉県道11号熊谷小川秩父線

## 施設
- 東秩父村立西小学校白石分校
- 白石農村センター
- 長慶寺 - 曹洞宗の寺院[4]。
- 馬頭観世音
- 薬師堂
- 東秩父村西簡易水道浄水場（白石浄水場）
- 白石観光農園村キャンプ場

## 祭事
毎年五月初丑の日に神送りと呼ばれる厄除けの行事が行われる。各集落の年番3人、神主、子供10人余が参加して村に災いをもたらす邪霊を村外に追い払う。竹製の神輿と「鳴神を送るぞ、厄病神を送るぞ』と書かれた小旗を押し立てて村境で川に捨てる。この際に村境に長さ40センチほどの大わらじを提げる。